# Simulium eouzani
Simulium eouzani es una especie de insecto del género Simulium, familia Simuliidae, orden Diptera.
Fue descrita científicamente por Germain & Grenier, 1970.